# Vela nos Jogos Olímpicos de Verão de 1952 - Star
As provas da classe Star da vela nos Jogos Olímpicos de Verão de 1952 ocorreram entre 20 e 28 de julho daquele ano em Harmaja, ilha nos arredores de Helsinque, na Finlândia. O programa compunha oito regatas. Para esta classe, houve 42 velejadores, em 21 barcos, de 21 nações inscritas.

## Medalhistas
A dupla italiana Agostino Straulino e Nicolò Rode finalizou a competição em primeiro lugar, conquistando a medalha de ouro. A prata firmou-se com os estadunidenses John Price e John Reid. Por fim, a medalha de bronze ficou com a dupla Joaquim Fiúza e Francisco de Andrade, de Portugal.
|  | ITA Itália                     |  | USA Estados Unidos   |  | POR Portugal                       |
|  | Agostino Straulino Nicolò Rode |  | John Price John Reid |  | Joaquim Fiúza Francisco de Andrade |

## Resultados
Estes foram os resultados da competição:
| Pos.              | Nação               | Tripulação                                        | Embarcação   | Regata I | Regata I | Regata II | Regata II | Regata III | Regata III | Regata IV | Regata IV | Regata V | Regata V | Regata VI | Regata VI | Regata VII | Regata VII | Total | Total -1 |
| Pos.              | Nação               | Tripulação                                        | Embarcação   | Pts.     | Pos.     | Pts.      | Pos.      | Pts.       | Pos.       | Pts.      | Pos.      | Pts.     | Pos.     | Pts.      | Pos.      | Pts.       | Pos.       | Total | Total -1 |
| ----------------- | ------------------- | ------------------------------------------------- | ------------ | -------- | -------- | --------- | --------- | ---------- | ---------- | --------- | --------- | -------- | -------- | --------- | --------- | ---------- | ---------- | ----- | -------- |
| Medalha de ouro   | ITA Itália          | Agostino Straulino Nicolò Rode                    | Merope       | 2        | 1122     | 1         | 1423      | 2          | 1122       | 2         | 1122      | 1        | 1423     | 2         | 1122      | 1          | 1423       | 8757  | 7635     |
| Medalha de prata  | USA Estados Unidos  | John Price John Reid                              | Comanche     | 1        | 1423     | 7         | 578       | 1          | 1423       | 1         | 1423      | 3        | 946      | 1         | 1423      | 8          | 520        | 7736  | 7216     |
| Medalha de bronze | POR Portugal        | Joaquim Fiúza Francisco de Andrade                | Espadarte    | 4        | 821      | 8         | 520       | 3          | 946        | 3         | 946       | 5        | 724      | DNF       | 0         | 3          | 946        | 4903  | 4903     |
| 4                 | CUB Cuba            | Carlos de Cárdenas Culmell Carlos de Cárdenas Plá | Kurush IV    | 5        | 724      | 12        | 344       | 4          | 821        | 4         | 821       | 6        | 645      | 3         | 946       | 7          | 578        | 4879  | 4535     |
| 5                 | BAH Bahamas         | Durward Knowles Sloane Elmo Farrington            | Gem III      | 3        | 946      | 6         | 645       | 6          | 645        | 10        | 423       | 2        | 1122     | 7         | 578       | 9          | 469        | 4828  | 4405     |
| 6                 | FRA França          | Édouard Chabert Jean-Louis Dauris                 | Eissero VI   | 6        | 645      | 11        | 382       | 7          | 578        | 7         | 578       | 4        | 821      | 4         | 821       | 10         | 423        | 4248  | 3866     |
| 7                 | SWE Suécia          | Bengt Melin Borje Carlsson                        | Lotta IV     | 7        | 578      | 9         | 469       | 5          | 724        | 5         | 724       | 9        | 469      | 9         | 469       | 4          | 821        | 4254  | 3785     |
| 8                 | NED Países Baixos   | Bob Maas Eddy Stutterheim                         | Bem II       | 9        | 469      | 3         | 946       | 9          | 469        | 11        | 382       | 8        | 520      | 5         | 724       | 11         | 382        | 3892  | 3510     |
| 9                 | SUI Suíça           | Hans Robert Bryner Kurt Bryner                    | Ali-Baba IV  | 13       | 309      | 2         | 1122      | 14         | 277        | 9         | 469       | 7        | 578      | 6         | 645       | 18         | 168        | 3568  | 3400     |
| 10                | CAN Canadá          | Douglas Woodward Andrew Hugessen                  | Whirlaway    | 12       | 344      | 13        | 309       | 11         | 382        | 16        | 219       | 10       | 423      | 13        | 309       | 2          | 1122       | 3108  | 2889     |
| 11                | GER Alemanha        | Paul Fischer Claus Wunderlich                     | Paka V       | 8        | 520      | 10        | 423       | DNF        | 0          | 14        | 277       | DNF      | 0        | 10        | 423       | 5          | 724        | 2367  | 2367     |
| 12                | BRA Brasil          | Tacariju de Paula Cid de Oliveira Nascimento      | Bu III       | 11       | 382      | 4         | 821       | 13         | 309        | 19        | 144       | 12       | 344      | 15        | 247       | 15         | 247        | 2494  | 2350     |
| 13                | GBR Grã-Bretanha    | Stanley Potter Bruce Banks                        | Fortuna      | 15       | 247      | 5         | 724       | DNF        | 0          | 20        | 122       | 15       | 247      | 17        | 193       | 6          | 645        | 2178  | 2178     |
| 14                | AUT Áustria         | Harald Musil Harald Fereberger                    | 30. February | 16       | 219      | 15        | 247       | 18         | 168        | 8         | 520       | 13       | 309      | 8         | 520       | 14         | 277        | 2260  | 2092     |
| 15                | GRE Grécia          | Timoleon Razelos Andreas Ziro                     | Marie-Tim    | 19       | 144      | 16        | 219       | 10         | 423        | 6         | 645       | 18       | 168      | 16        | 219       | 13         | 309        | 2127  | 1983     |
| 16                | ARG Argentina       | Jorge Emilio Brauer Alfredo Vallebona             | Arcturus     | 10       | 423      | 19        | 144       | DNF        | 0          | 13        | 309       | 11       | 382      | 11        | 382       | 17         | 193        | 1833  | 1833     |
| 17                | URS União Soviética | Aleksandr Tshumakov Konstantin Melgunov           | Uragan       | 18       | 168      | 14        | 277       | 16         | 219        | 12        | 344       | 16       | 219      | 14        | 277       | 12         | 344        | 1848  | 1680     |
| 18                | AUS Austrália       | Barton Harvey Kevin Wilson                        | Hornet       | 14       | 277      | 20        | 122       | 8          | 520        | 18        | 168       | 19       | 144      | 12        | 344       | 20         | 122        | 1697  | 1575     |
| 19                | FIN Finlândia       | Rene Israel Nyman Bror-Christian Ilmoni           | Lucky Star   | 17       | 193      | 17        | 193       | 15         | 247        | 17        | 193       | 14       | 277      | 18        | 168       | 16         | 219        | 1490  | 1322     |
| 20                | YUG Iugoslávia      | Mario Fafangel Karlo Bašić                        | Primorka     | 20       | 122      | 18        | 168       | 12         | 344        | 15        | 247       | 17       | 193      | 19        | 144       | 21         | 101        | 1319  | 1218     |
| 21                | MON Mônaco          | Victor de Sigaldi Michel Auréglia                 | Hirondelle   | DNF      | 0        | DNF       | 0         | 17         | 193        | 21        | 101       | DSQ      | 0        | 20        | 122       | 19         | 144        | 560   | 560      |

### Classificação diária

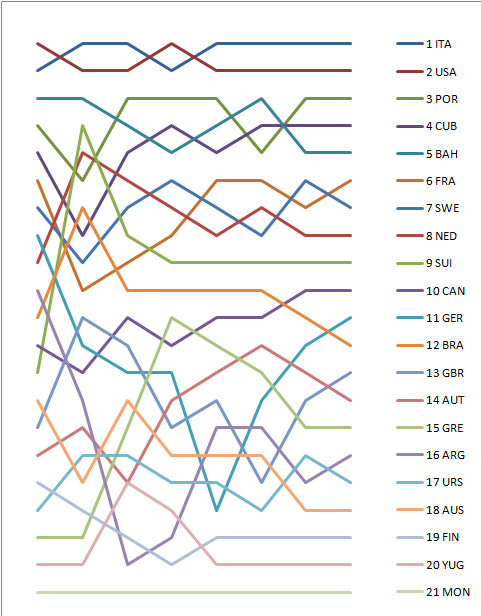
Gráfico mostrando a classificação diária na classe.